# Turku
Turku (nume finlandez; în suedeză Åbo; ) este un oraș finlandez datând din Evul Mediu și situat pe coasta de sud-vest a Finlandei la gurile râului Aura. Cândva unul din orașele importante, componente ale Ligii Hanseatice, Turku se află localizat în regiunea Finlanda Proprie. 
Se bănuiește că orașul Turku a apărut spre sfârșitul secolului al XIII-lea, el fiind cel mai vechi oraș al țării. Turku a devenit rapid cel mai important oraș din Finlanda și a păstrat acest statut timp de câteva sute de ani, până când Finlanda a fost anexată de Imperiul Rus în 1809 și capitala Marelui Ducat al Finlandei s-a mutat la Helsinki în 1812. După aceea, Turku a continuat să fie cel mai populat oraș al Finlandei până pe la 1850. Astăzi Turku rămâne capitală regională și rămâne centru cultural și economic.
Datorită îndelungatei sale istorii, el a fost locul a numeroase evenimente istorice care au influențat istoria Finlandei. Pentru anul 2011, Turku a fost desemnat Capitală Europeană a Culturii, împreună cu capitala Estoniei, Tallinn. În 1996 a fost declarat oraș al Crăciunului în Finlanda.
Datorită poziției sale, Turku este un port comercial și de pasageri care deservește anual peste trei milioane de călători cu destinațiile principale Stockholm și Mariehamn.
Populația estimată în 2011 a orașului Turku este de 177.430 de locuitori, el fiind astfel al cincilea oraș al Finlandei ca populație. La 31 august 2008, în subregiunea Turku trăiau 303.492 de locuitori, ea fiind astfel a treia zonă urbană din țară după Helsinki și Tampere. Orașul este oficial bilingv, 5,2% din locuitorii săi fiind vorbitori de limbă suedeză.

## Istorie
Turku are o lungă istorie de mare oraș al Finlandei și, ocazional, de centru administrativ, deși ambele titulaturi le-a pierdut în ultimele 200 de ani în favoarea orașului Helsinki. Până astăzi, identitatea orașului provine din statutul său de cel mai vechi oraș al țării și din faptul că a fost prima ei capitală. La început, termenul „Finlanda” se referea doar la zona din jurul orașului Turku (regiune denumită și astăzi „Finlanda Propriu-zisă”).

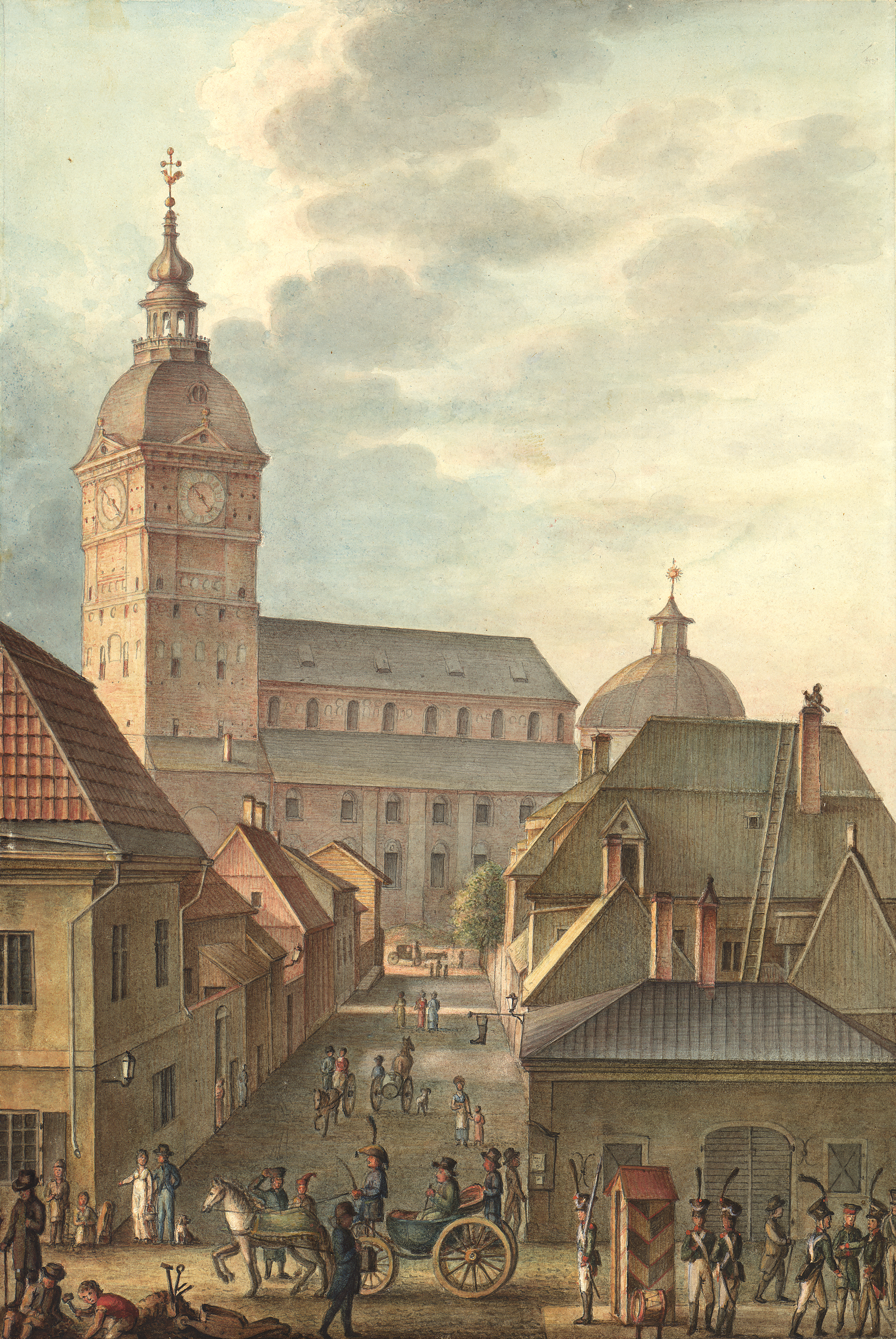
Catedrala din Turku, 1814.

Deși s-au găsit în zonă dovezi arheologice ale prezenței umane încă din Epoca Pietrei, orașul Turku a fost înființat spre sfârșitul secolului al XIII-lea. Catedrala din Turku a fost sfințită în 1300 și, împreună cu castelul Turku și cu mănăstirea dominicană (înființată în 1249), au făcut din oraș centrul Finlandei medievale.
În Evul Mediu, Turku a fost sediul episcopiei Turku (titlu transformat mai târziu în arhiepiscopia de Turku), care acoperea pe atunci jumătatea estică a Regatului Suediei (mare parte din Finlanda de astăzi) până în secolul al XVII-lea. Deși Turku nu avea statut oficial de capitală, instituțiile ducelui și guvernatorului general al Finlandei și-au avut aici reședința. În 1640, la Turku s-a înființat prima universitate a Finlandei, Academia Regală din Turku. Turku a fost locul unde s-au întrunit în 1676 Stările Generale ale Finlandei.
După Războiul Finlandez, încheiat cu cedarea de către Suedia a Finlandei către Imperiul Rus prin tratatul de la Fredrikshamn în 1809, Turku a devenit pentru scurt timp capitala oficială, pierzând însă statutul în favoarea orașului Helsinki, întrucât țarul Alexandru I considera că Turku este prea departe de Rusia și prea aproape de Suedia pentru a servi drept capitală a Marelui Ducat al Finlandei. Schimbarea a avut loc oficial în 1812. Instituțiile guvernamentale rămase în Turku au fost în cele din urmă mutate în noua capitală după Marele Incendiu din Turku, care a distrus orașul aproape în întregime în 1827. După incendiu, planul orașului a fost rearanjat de arhitectul german Carl Ludvig Engel, care proiectase și noua capitală, Helsinki. Turku a rămas cel mai mare oraș al țării timp de douăzeci de ani.
În 1918, după obținerea independenței, la Turku s-a înființat o nouă universitate, Åbo Akademi – singura universitate cu predare în limba suedeză din Finlanda. După doi ani, alături de ea s-a înființat Universitatea Turku, cu predare în limba finlandeză. Ele au fost înființate prin donații private și sunt a doua și a treia universitate din țară.
În secolul al XX-lea, Turku a fost denumit de unii istorici, cum ar fi Jarmo Virmavirta, poarta Finlandei către Vest. Orașul s-a bucurat de legături strânse cu alte țări și orașe vest-europene, în special după anii 1940, și mai ales cu orașul Stockholm, peste Golful Botnic. În anii 1960, Turku a devenit primul oraș occidental care a semnat un acord de înfrățire cu orașul sovietic Leningrad. După căderea regimului comunist din Rusia în 1991, la Turku au venit mulți ruși să studieze economia, printre ei numărându-se și Vladimir Putin, pe atunci viceprimar al Leningradului.

## Geografie

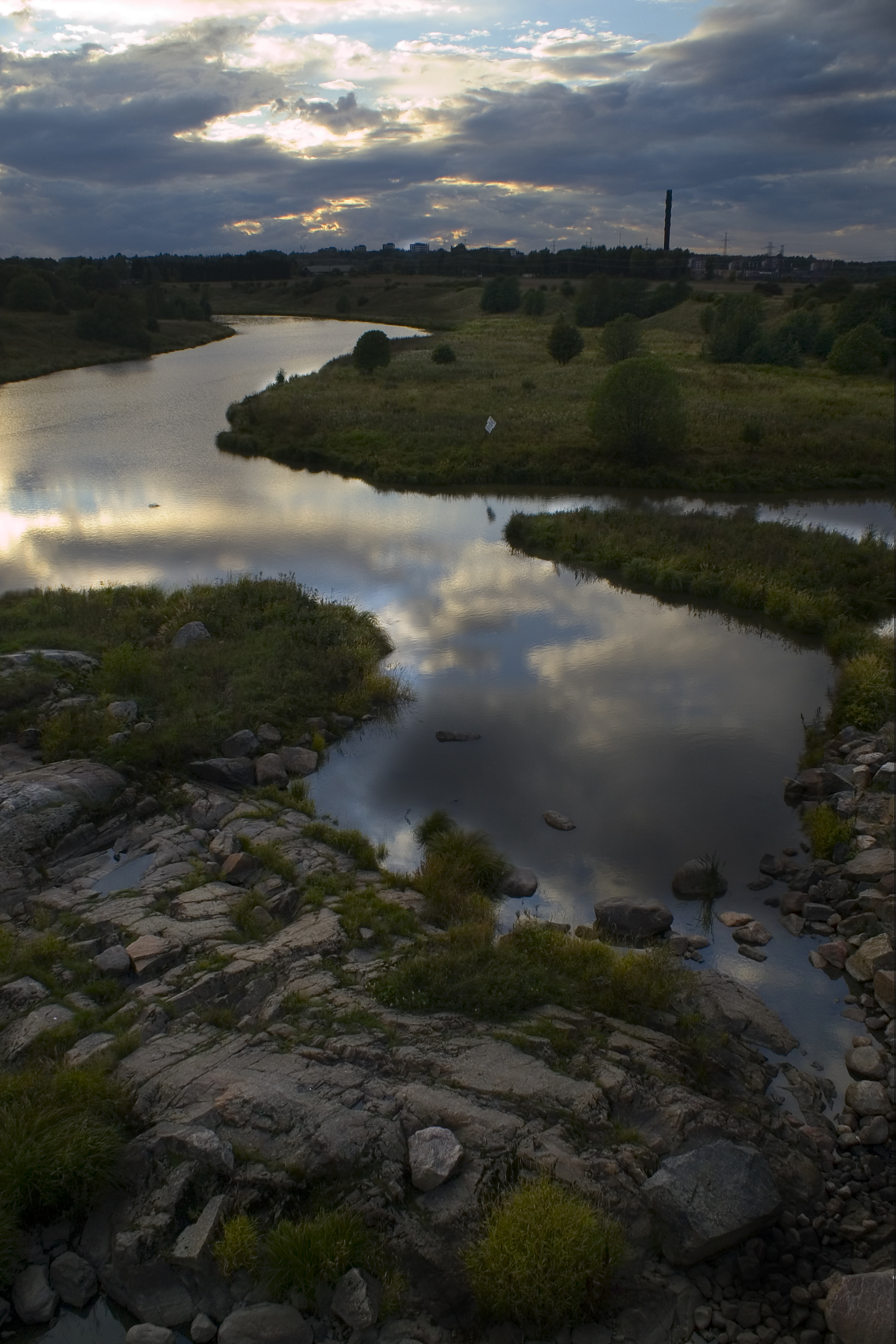
Râul Aura lângă Turku.

Aflat la gurile Aurei în zona sud-vestică a Finlandei, Turku acoperă o arie de 245 km² de pământ, întins pe ambele maluri ale râului. Zona estică, unde se află catedrala Turku, este denumită popular täl pual jokke („partea asta de râu”), în vreme ce zona vestică este denumită tois pual jokke („partea celalaltă a râului”).
În Turku există nouă poduri peste Aura. Primul pod din oraș denumit astăzi Pennisilta, a fost construit în 1414, și nu mai există astăzi; dintre cele existente, cel mai vechi este Auransilta, construit în 1904. Cel mai recent este Teatterisilta („podul teatrului”), un pod pietonal construit în 1997. În oraș există Föri, un mic vas care transportă gratuit pietoni și bicicliști.
Cu o populație de circa 300.000 de locuitori, subregiunea Turku este a treia zonă urbană din Finlanda, după Helsinki și zona din jurul orașului Tampere. Regiunea include, pe lângă orașul propriu-zis, și comunele: Askainen, Kaarina, Lemu, Lieto, Masku, Merimasku, Mynämäki, Naantali, Nousiainen, Paimio, Piikkiö, Raisio, Rusko, Rymättylä, Sauvo, Vahto și Velkua.
Multe din comunele dimprejurul orașului (spre nord și sud) au fost incluse în acesta pe la jumătatea secolului al XX-lea, și astfel Turku are o formă de pară alungită. Centrul și mare parte din zonele suburbane se află în mijloc, separate de zonele rurale mai rarefiat populate din nord de centura orașului, parte a drumului E18. Insulele, cum ar fi Ruissalo, Hirvensalo și Kakskerta, care fac și ele parte din oraș, sunt populate rarefiat și conțin în mare parte reședințe de vară, cu excepția unor districte din Hirvensalo, care se transformă în zone rezidențiale suburbane.

## Clima

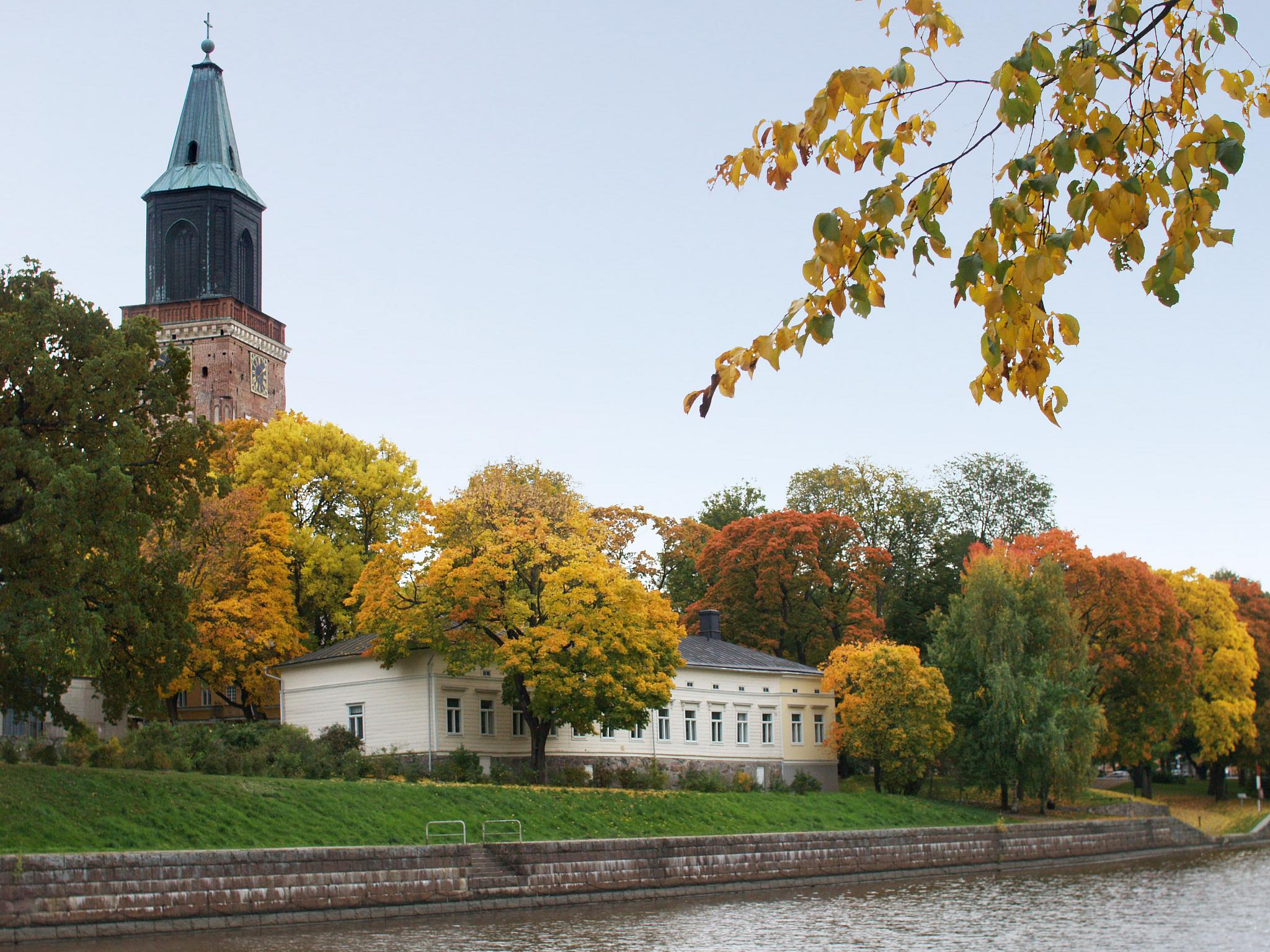
Zona catedralei toamna.

Aflat lângă Marea Baltică și adăpostit de insulele arhipelagului Finlandez, Turku are o climă subpolară. Ca și mare parte din sudul Finlandei, verile sunt calde, cu temperaturi de până la 30 °C (86 °F), și ierni friguroase și cu zăpezi frecvente. Cea mai caldă lună din an este iulie, cu o temperatură medie de 17 °C, iar cea mai rece este februarie. Temperatura medie anuală este de 5 °C.
În Turku, precipitațiile medii anuale se cifrează la 698 mm. Cea mai ploioasă lună este august, cu 79 mm. Luna mai este cea mai uscată, cu doar 35 mm.
Stația meteo din Turku se află la 47 de metri altitudine, lângă aeroport și funcționează din 1955.

## Transporturi

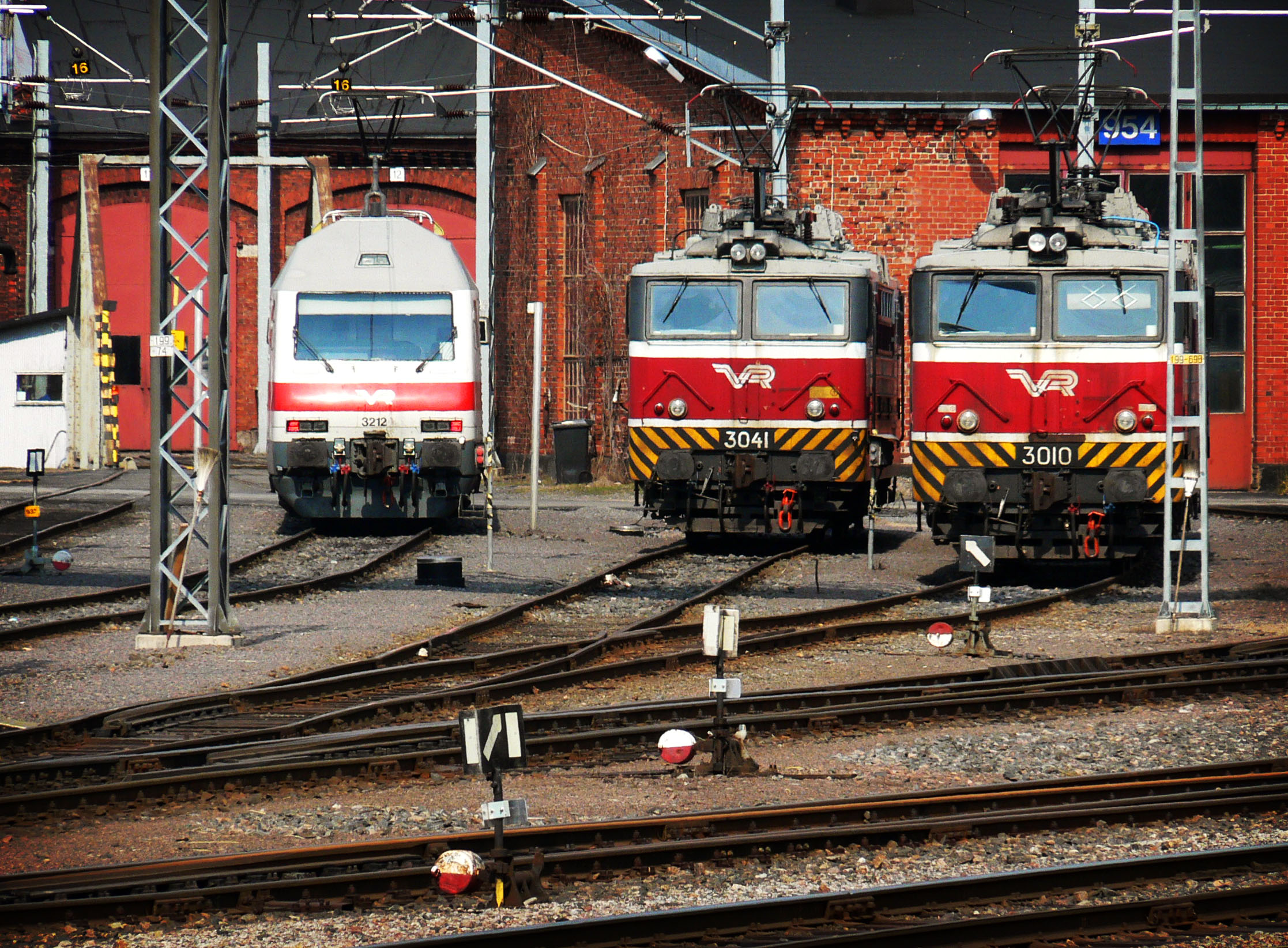
Locomotive la gara centrală din Turku.

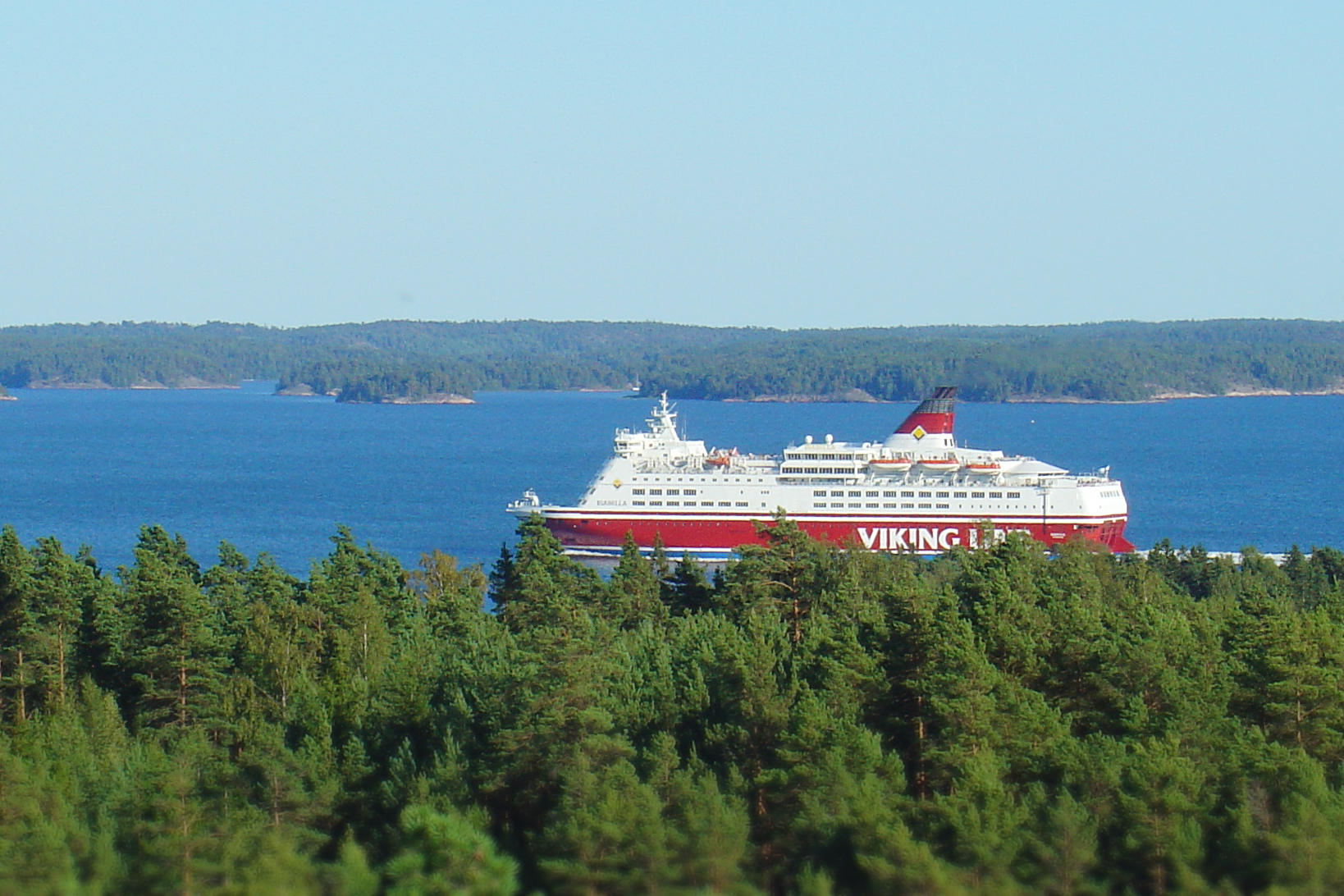
MS Isabella a companiei Viking Line în drum spre arhipelag.

Turku are o rețea de transport în comun de dimensiune moderată, formată din linii de autobuz, similară cu cea din orașul Tampere, care are dimensiuni similare. Rețeaua de autobuze este supervizată de Biroul de Transport Public al Orașului Turku (în finlandeză Turun joukkoliikennetoimisto, suedeză Åbo kollektivtrafikkontor), iar transportul este efectuat în principal de companii private. Liniile regionale de autobuz sunt și ele operate tot de companii private, dintre care cea mai importantă este TLO, care deservește în principal liniile spre Naantali, Raisio și Kaarina.
Traficul feroviar înspre și dinspre Turku este gestionat de operatorul național finlandez, VR. Numărul de linii a scăzut și acum circulă doar câteva curse către Tampere și Helsinki. Gările folosite pentru traficul de călători sunt gara centrală din Pohjola, și două gări mai mici în Kupittaa și în port.
Liniile de tramvai au fost desființate în 1972, iar liniile feroviare locale spre sfârșitul secolului al XX-lea. Există însă planuri pentru construirea unui sistem light rail în regiunea Turku. Acest sistem ar deservi mai bine marile suburbii, cum ar fi Varissuo și Runosmäki, dar și alte orașe.
Autogara Turku și gara centrală se află în zone diferite ale orașului. Primăria intenționează să le combine în viitor într-un unic complex de transporturi, dotat cu hotel și centre comerciale.
Aeroportul Turku se află la 8 km nord de centrul orașului, la limita cu comuna învecinată Rusko.
Din portul Turku circulă linii zilnice de ferry-boat către Suedia și către Åland, linii pe care operează Silja Line, Viking Line și SeaWind Line. Acestea reprezintă o tradiție culturală finlandeză, și mulți oameni din toată Finlanda vin la Turku doar pentru o croazieră de-a lungul golfului Botnic.

## Demografie

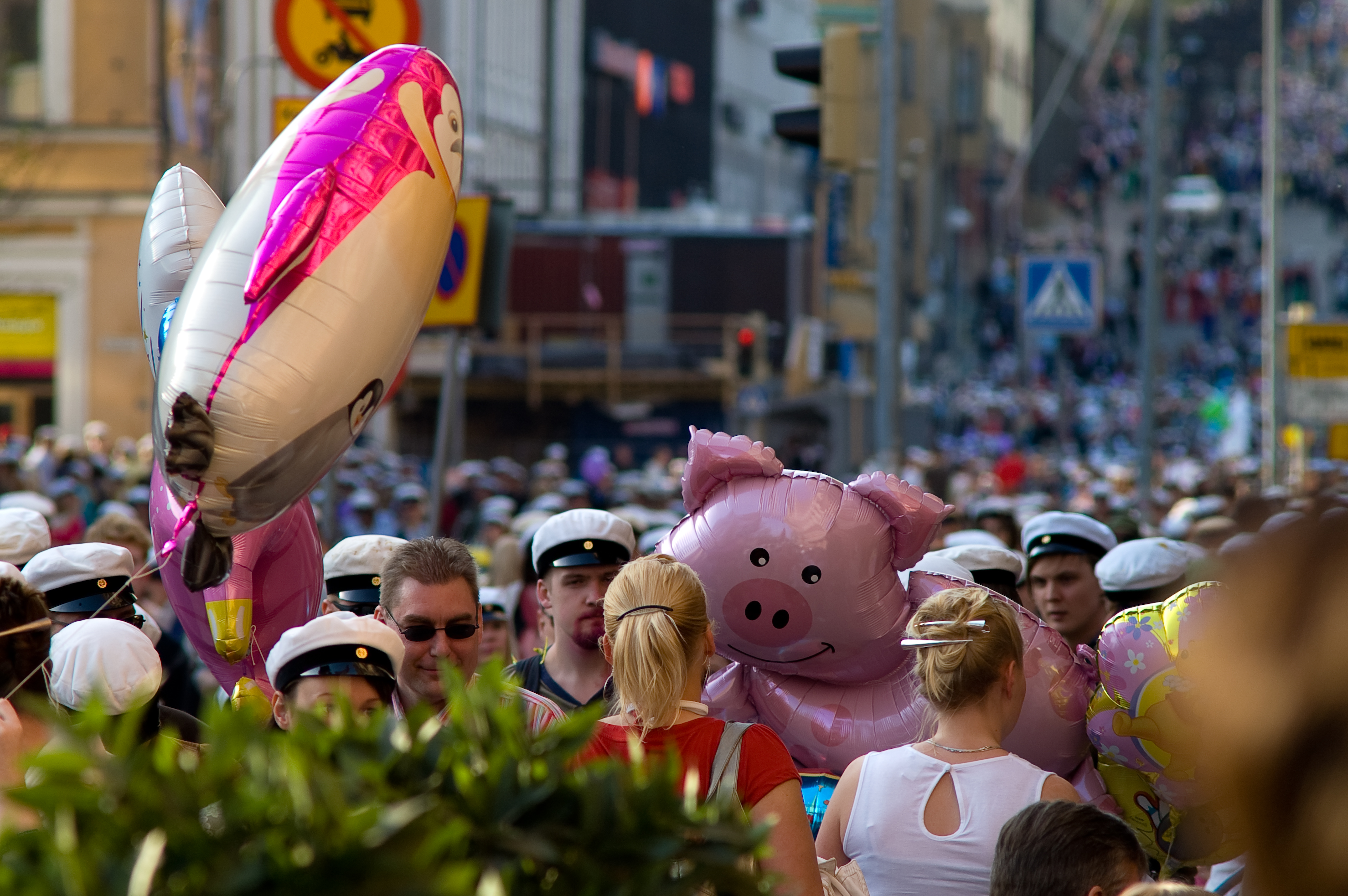
Oameni sărbătorind Vappu în centrul Turkului.

La sfârșitul lui 2004, regiunea Turku (inclusiv districtele economice Turku și Åboland) aveau o populație de 319.632 de locuitori, dintre care 174.824 trăiau în orașul Turku. Densitatea orașului este de 718 locuitori/km².
89,4 % din populația din Turku vorbește finlandeza ca limbă maternă, în vreme ce 5,2 % vorbesc suedeza. Alte limbi vorbite în oraș sunt rusa (1,3 %), araba (0,6 %), albaneza (0,5 %) și kurda (0,4 %). 95,8 % din populație sunt cetățeni finlandezi, cele mai mari minorități de imigranți sunt cele provenite din Rusia, Estonia, Irak și Iran. Ca și alte orașe finlandeze, Turku nu are date despre compoziția etnică și religioasă a populației sale.
Printre personalitățile marcante originare din Turku se numără atletul Paavo Nurmi, fostul președinte finlandez Mauno Koivisto, muzicianul Matti Salminen, chimistul Johan Gadolin, naturalistul Herman Spöring, hocheiștii Miikka Kiprusoff și frații Saku și Mikko Koivu. Regiunea Turku a dat țării și alte personalități, printre care mareșalul Carl Gustaf Mannerheim.

## Economia

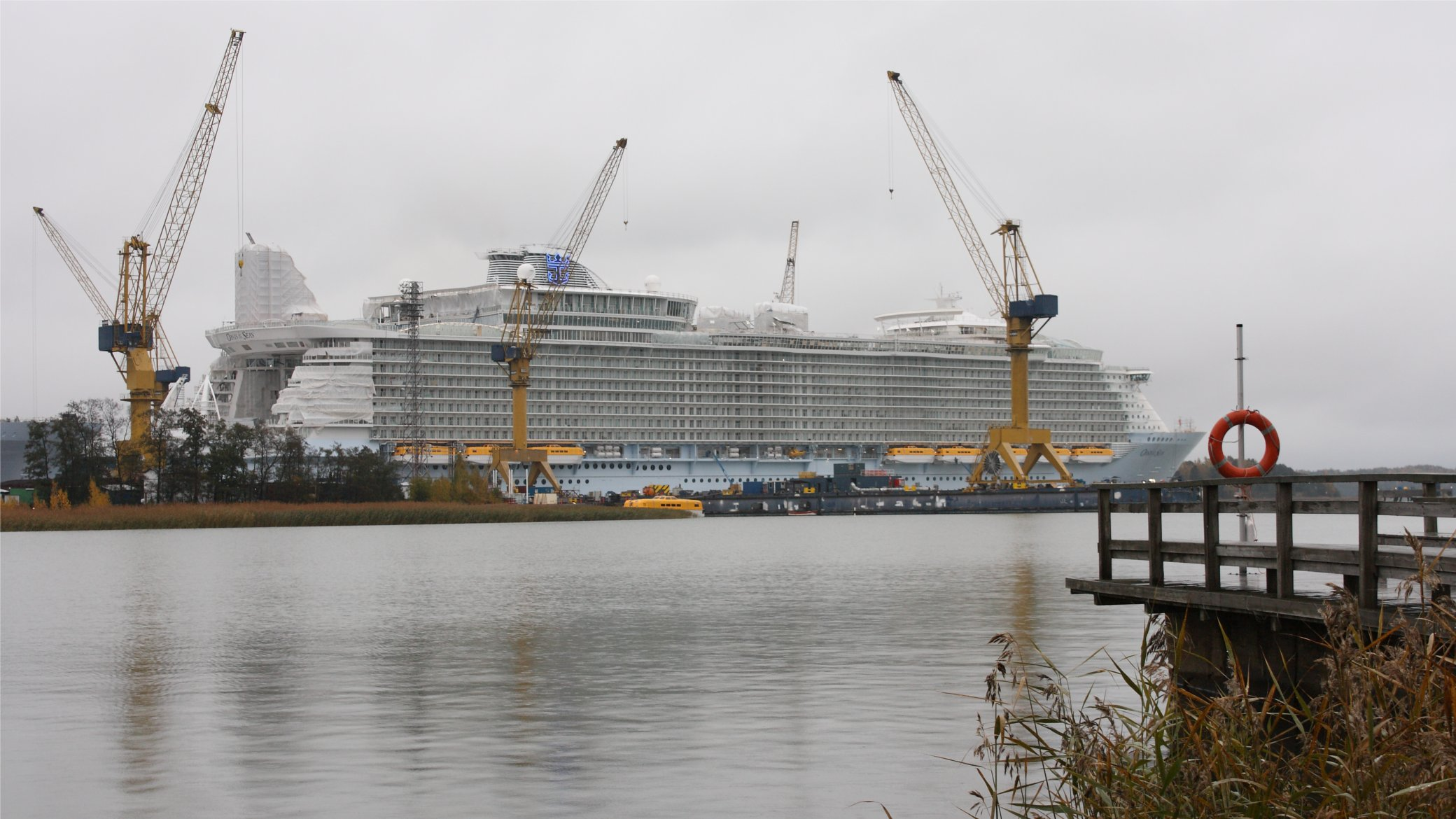
MS Oasis of the Seas, cel mai mare vas de pasageri din lume, a fost construit la Turku.

Districtul economic și de afaceri este centrat în jurul portului Turku și se bazează și pe alte industrii din domeniul serviciilor. Orașul este un centru al înaltelor tehnologii – zona Turku Science Park din Kupittaa găzduiește peste 300 de companii din domeniile biotehnologiei și tehnologiei informației, precum și mai multe instituții de învățământ superior care lucrează în strânsă colaborare cu sectorul de afaceri. Această cooperare este considerată un factor deosebit de important în raport cu dezvoltarea economică viitoare, așa cum se arată în Strategia Turku, document publicat anual de consiliul local.
În 2007, rata șomajului era de 9,4 %. Problema șomajului este mai mare în districtele Pansio, Lauste și Varissuo, unde se cifra tot atunci pe la 16 %.

## Educație

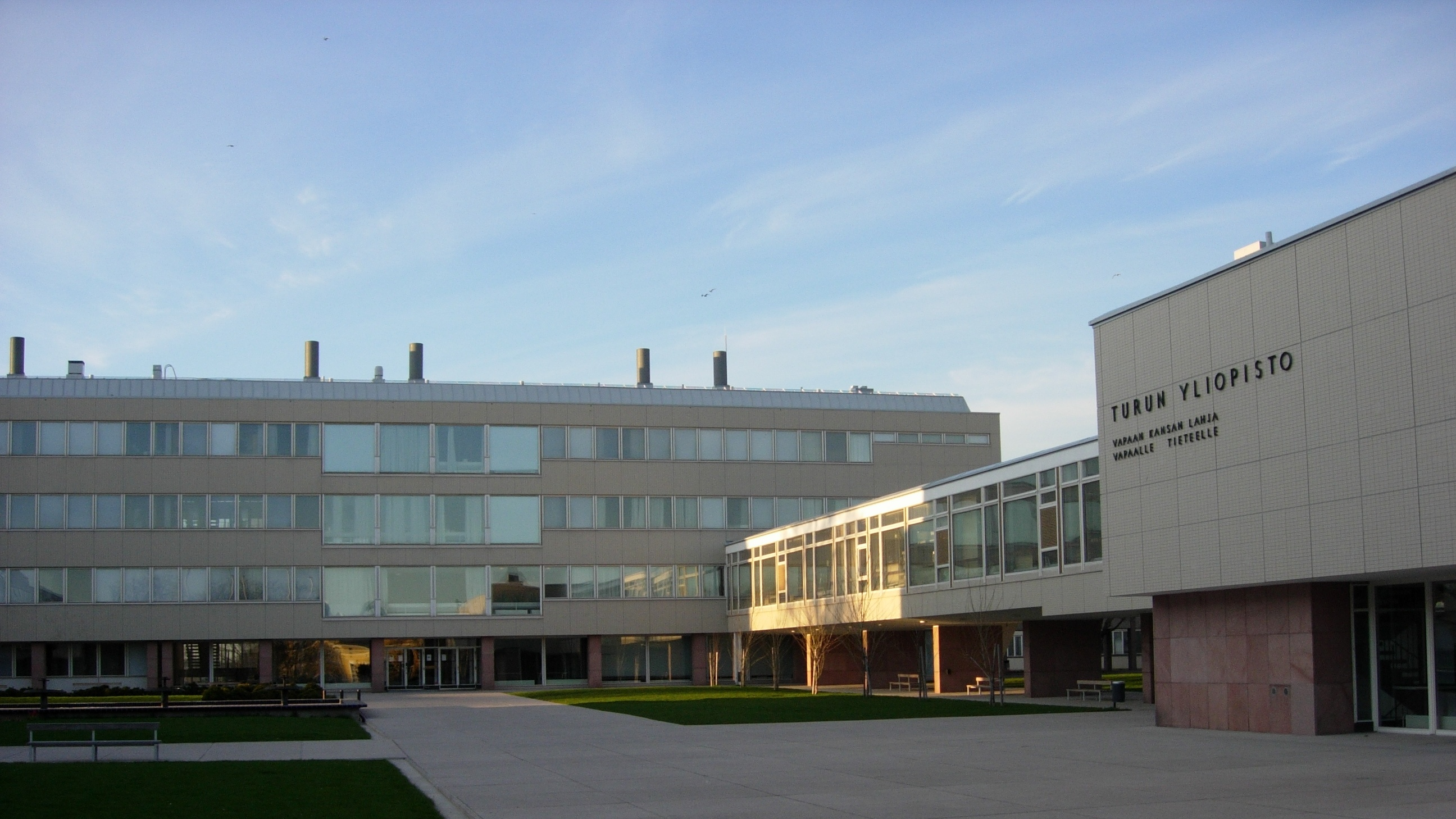
Clădirea principală a Universității Turku.

Istoria educației în Turku este mai îndelungată decât în orice alt oraș din țară – prima școală din oraș, Școala Catedralei, a fost înființată împreună cu Catedrala Turku la sfârșitul secolului al XIII-lea. Prima universitate din Finlanda, „Academia Regală Turku” (astăzi, Universitatea Helsinki), a fost înființată aici în 1640. În 1820, prima școală din Finlanda conformă metodei Bell-Lancaster a fost înființată la Turku, în scopul de a extinde educația la nivel de școală primară în rândul claselor sociale sărace.
În Turku activează 35.000 de studenți în instituții de învățământ superior. Universitatea Turku este a doua universitate din Finlanda ca număr de studenți (cu 18.000 de studenți), și una din cele mai vechi, fiind înființată în 1920. Turku găzduiește mai multe alte instituții de învățământ superior, printre care Åbo Akademi înființată în 1918, singura universitate cu predare în limba suedeză din Finlanda, Turun kauppakorkeakoulu (Școala Economică Turku) și Turun ammattikorkeakoulu (Universitatea de Științe Aplicate Turku), a doua universitate tehnică din Finlanda după Universitatea de Științe Aplicate Metropolia.
Spitalul central din Turku, Spitalul Universitar Turku, este afiliat Universității și funcționează ca spital clinic.
Turku este unul din cele două orașe finlandeze (pe lângă Helsinki) care au înființate școli internaționale. Școala Internațională Turku, aflată în districtul estic Varissuo, funcționează din 2003. Printr-un acord între primăria Turku și Universitatea Turku, Turun normaalikoulu gestionează procesul educațional din școala internațională.